# Giancarlo Mazzanti
Giancarlo Mazzanti, né le 9 août 1963 à Barranquilla, est un architecte colombien basé à Bogota. Il a construit des écoles, des crèches, des bibliothèques et des stades dans les quartiers pauvres de son pays.

## Biographie

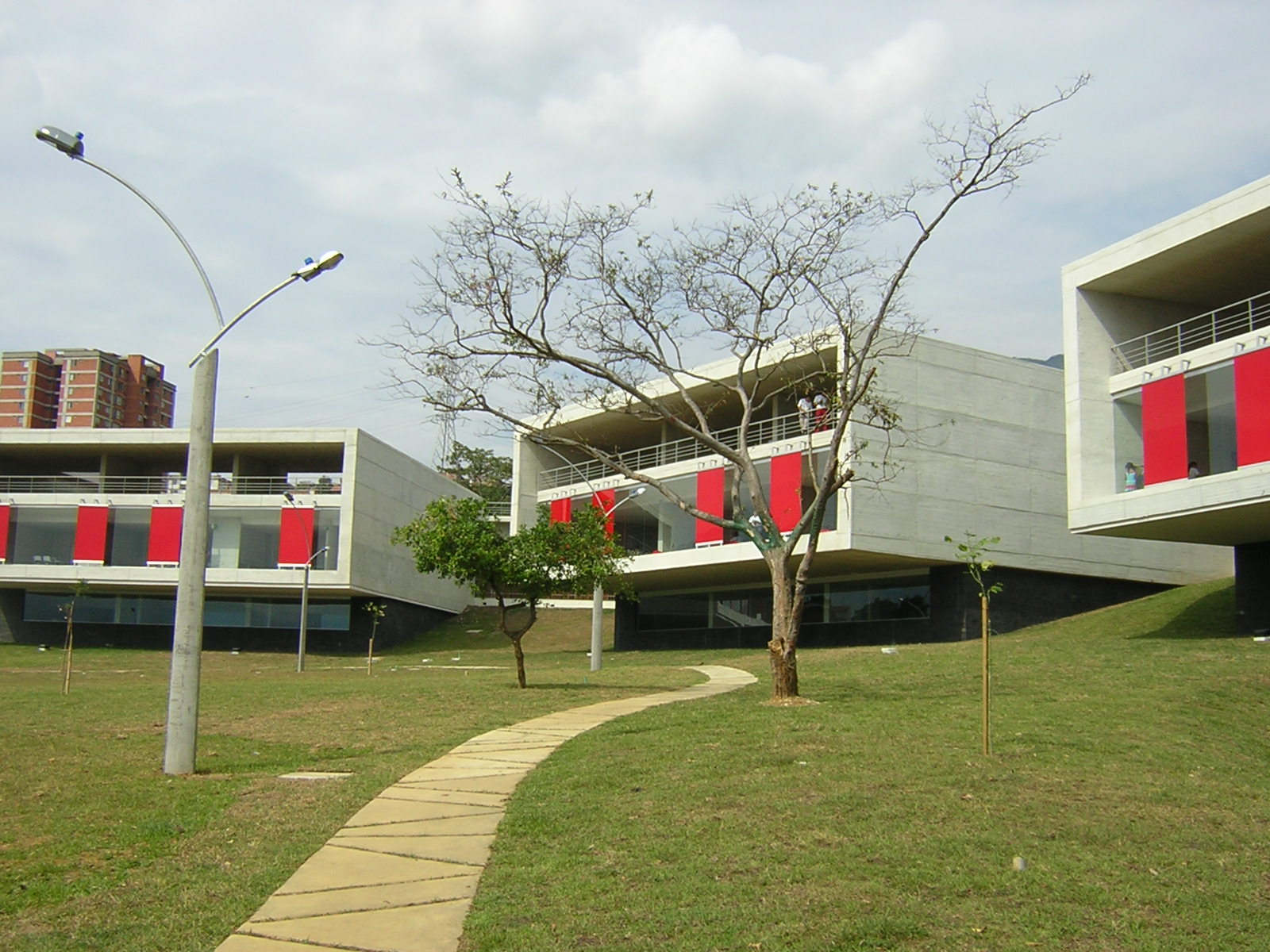
La bibliothèque León de Greiff et son parc

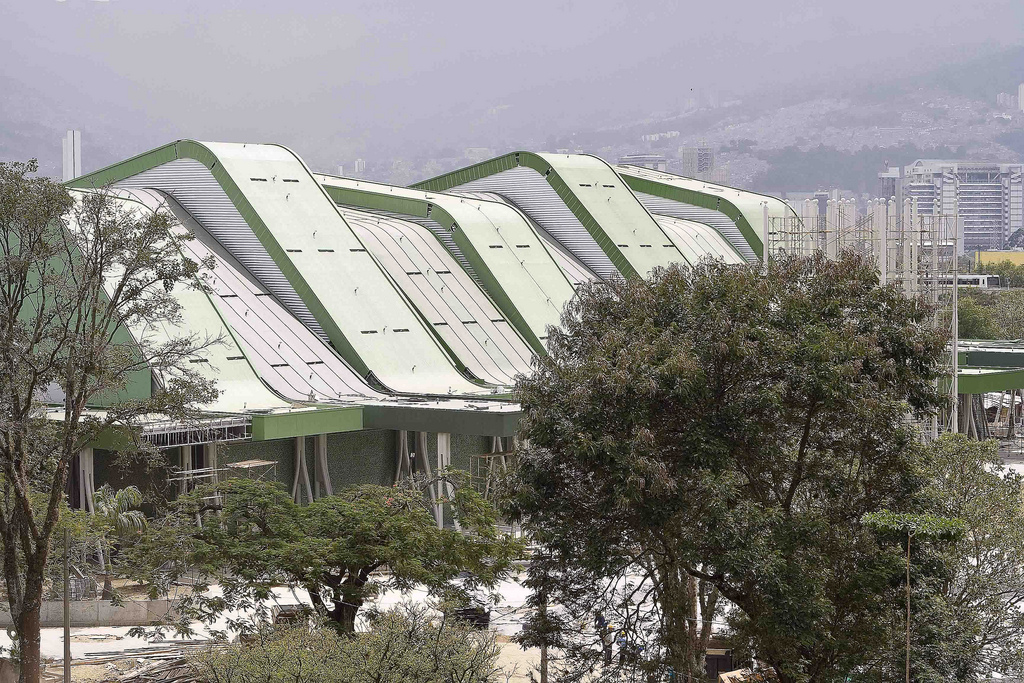
Atanasio Girardot, Medellin Coliseum

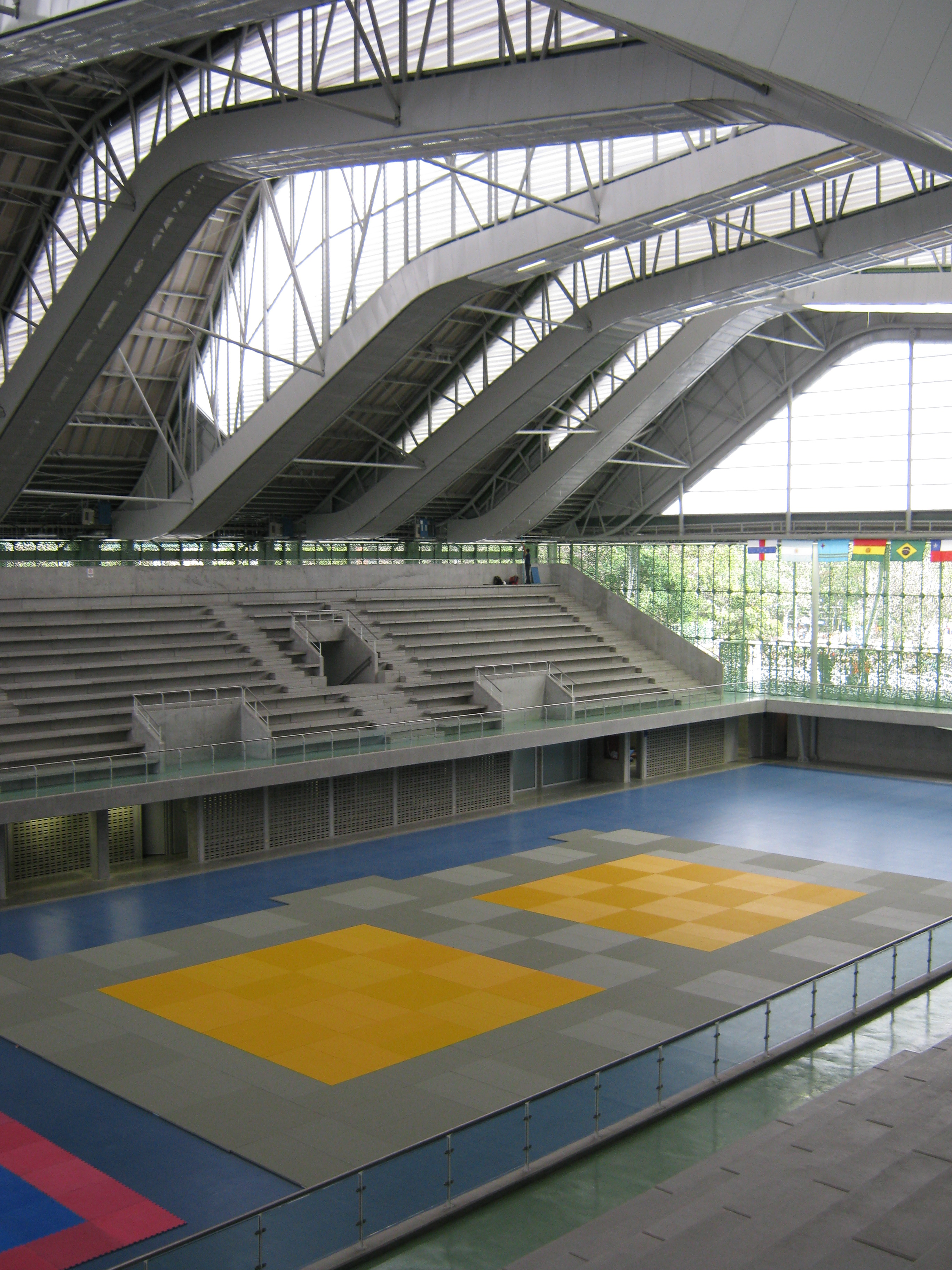
Vue intérieur de Medellin

Giancarlo Mazzanti est né à Barranquilla, dans le nord de la Colombie. Il obtient son diplôme d'architecture à l'Université pontificale Javeriana, à Bogota, en 1987. Il poursuit sa formation à l'Université de Florence, en Italie, par un troisième cycle en histoire de l'architecture et du design. Sa première réalisation est l'église El Salitre, à Bogota, en 1990.
Giancarlo Mazzanti a été très associé à la politique de redéveloppement de quartiers informels de Bogota, il est notamment connu pour ses bibliothèques-parcs et le Metrocable, à Medellín.

## Récompenses
La bibliothèque-parc Espana, à Medellin, achevée en 2007, lui vaut plusieurs prix à l'étranger.
Il reçoit un Global Award for Sustainable Architecture en 2010,.

## Principales réalisations
- Centre international de convention de Medellin, Colombie (2002).
- Maison Ordoñez, Bogota (2007).
- Bibliothèque publique España du parc Santo Domingo Savio, Medellin (2007).
- Musée d'art moderne de Barranquilla (2008).